# Afrikanytj
Afrikanytj (russisk: Африканыч) er en sovjetisk spillefilm fra 1970 af Mikhail Jersjov.

## Medvirkende
- Oleg Belov
- Irina Bunina som Katerina
- Larisa Burkova
- German Orlov som Mitka
- Nikolaj Trofimov som Ivan Afrikanytj